# Президентские выборы в Грузии (2013)
Президентские выборы в Грузии состоялись 27 октября 2013 года. Они стали шестыми президентскими выборами после объявления независимости Грузии в 1991 году. По Конституции президент Михаил Саакашвили не мог баллотироваться на третий срок.
Кандидат от партии Грузинская мечта — Демократическая Грузия Георгий Маргвелашвили уже в первом туре получил абсолютное большинство голосов (62 %) и стал новым президентом Грузии. Инаугурация была назначена на 17 ноября 2013 года.
После инаугурации президента вступили в силу конституционные поправки, принятыми парламентом Грузии 15 октября 2010 года. В соответствии с этими поправками многие полномочия президента перешли к премьер-министру и правительству.

## Кандидаты
23 сентября Центральная избирательная комиссия Грузии зарегистрировала 23 кандидата в президенты, хотя А. Асатиани заявил о снятии своей кандидатуры в пользу Н. Бурджанадзе. 10 кандидатов представлены политическими партиями, а 13 — независимыми инициативными группами:
- Михаил Салуашвили
- Нестан Киртадзе
- Шалва Нателашвили (Лейбористская партия Грузии)
- Мамука Чохонелидзе
- Георгий Таргамадзе (Христианско-демократическое движение)[5]
- Серго Джавахидзе, «За справедливую Грузию»
- Георгий Лилуашвили
- Леван Чачуа
- Автандил Маргиани
- Мамука Меликишвили
- Нугзар Авалиани — (Единая коммунистическая партия Грузии)
- Теймураз Бобохидзе
- Тамаз Бибилури
- Давид Бакрадзе (Единое национальное движение)[6]
- Георгий Маргвелашвили («Грузинская мечта — Демократическая Грузия»)[7]
- Коба Давиташвили (Партия народа)
- Акакий Асатиани (Союз традиционалистов Грузии)
- Нино Бурджанадзе (Демократическое движение — Единая Грузия)[8]
- Нино Чанишвили
- Зураб Харатишвили («Европейские демократы Грузии»)
- Картлос Гарибашвили
- Теймураз Мжавия, (Христианско-демократическая народная партия)
- Георгий Чихладзе

Первым кандидатом стал Шалва Нателашвили, объявивший на брифинге о выдвижении своей кандидатуры на пост президента страны. По его словам, основной своей целью он видит оказать сопротивление «побратавшимся партиям президента Михаила Саакашвили и премьера Бидзины Иванишвили».

## Наблюдатели
Центральная избирательная комиссия зарегистрировала 60 местных и 65 международных организаций для наблюдения за ходом голосования и подсчётом голосов. В целом 19 746 граждан и 1241 международных наблюдателей получили аккредитацию.
Объединённая миссия наблюдателей ОБСЕ, ПАСЕ, Европарламента и Парламентской ассамблеи НАТО положительно оценила прошедшие президентские выборы. В заявлении отмечалось, что выборы прошли в мирной и конструктивной атмосфере, были хорошо подготовлены и проведены. Свободы слова, собраний и организаций были соблюдены, кандидаты могли беспрепятственно участвовать в избирательной кампании. СМИ представляли широкий спектр мнений, а избиратели имели свободный доступ к программам кандидатов. Голосование признано профессионально организованным и прозрачным на всех стадиях дня выборов. Главное беспокойство заключалось в том, что на некоторых избирательных участках присутствовало больше наблюдателей, чем разрешено законом, и в нескольких случаях наблюдатели пытались вмешаться в процесс. Большинство предыдущих рекомендаций ОБСЕ было учтено, и соответствующие поправки внесены в избирательные законы.

## Результаты
В результате выборов Георгий Маргвелашвили получил 62 % голосов избирателей, значительно опередив второго кандидата Баградзе, набравшего 22 %. Бурджанадзе заняла 3-е место с 10 % голосов. Инаугурация Маргвелашвили была назначена на 17 ноября 2013 года.
Явка составила 47 %, ниже, чем на предыдущих парламентских выборах 2012 года (61 %) и президентских выборах 2008 года (54 %).
| Кандидат                            | Партия                                         | Голоса    | %     |
| ----------------------------------- | ---------------------------------------------- | --------- | ----- |
| Георгий Маргвелашвили               | Блок Грузинская мечта — Демократическая Грузия | 1 012 214 | 62,11 |
| Давид Бакрадзе                      | Единое национальное движение                   | 354 206   | 21,73 |
| Нино Бурджанадзе                    | Демократическое движение — Единая Грузия       | 165 933   | 10,18 |
| Шалва Нателашвили                   | Лейбористская партия Грузии                    | 46 958    | 2,88  |
| Георгий Таргамадзе                  | Христианско-демократическое движение           | 17 343    | 1,06  |
| Коба Давиташвили                    | Партия народа                                  | 9850      | 0,60  |
| Зураб Харатишвили                   | Европейские демократы Грузии                   | 3724      | 0,23  |
| Леван Чачуа                         | инициативная группа                            | 3093      | 0,19  |
| Нино Чанишвили                      | инициативная группа                            | 2278      | 0,14  |
| Серго Джавахидзе                    | За справедливую Грузию                         | 2108      | 0,13  |
| Георгий Лилуашвили                  | инициативная группа                            | 1909      | 0,12  |
| Акакий Асатиани                     | Союз традиционалистов Грузии                   | 1568      | 0,10  |
| Михаил Салуашвили                   | инициативная группа                            | 1376      | 0,08  |
| Теймураз Мжавия                     | Христианско-демократическая народная партия    | 1299      | 0,08  |
| Мамука Меликишвили                  | инициативная группа                            | 994       | 0,06  |
| Георгий Чихладзе                    | инициативная группа                            | 863       | 0,05  |
| Нестан Киртадзе                     | инициативная группа                            | 764       | 0,05  |
| Тамаз Бибилури                      | инициативная группа                            | 687       | 0,04  |
| Нугзар Авалиани                     | Единая коммунистическая партия Грузии          | 663       | 0,04  |
| Автандил Маргиани                   | инициативная группа                            | 628       | 0,04  |
| Картлос Гарибашвили                 | инициативная группа                            | 530       | 0,03  |
| Теймураз Бобохидзе                  | инициативная группа                            | 365       | 0,02  |
| Мамука Чохонелидзе                  | инициативная группа                            | 332       | 0,02  |
| Всего                               |                                                | 1 629 685 | 100   |
| Зарегистрированных избирателей/Явка |                                                | 3 537 719 | 46,96 |
| Источник: ЦИК Грузии                |                                                |           |       |